# Gustavia foliosa
Gustavia foliosa là một loài thực vật linhin thuộc họ Lecythidaceae.
Loài này có ở Colombia và Ecuador.